# Por Trás do Pano
Por Trás do Pano é um filme brasileiro de 1999, do gênero comédia dramática, escrito e dirigido por Luiz Villaça. O filme é protagonizado por Denise Fraga e trata dos conflitos da vida de uma atriz insegura que lida com sua vida pessoal e profissional.

## Sinopse
O enredo segue a história de Helena (Denise Fraga), uma atriz insegura casada com Marcos (Pedro Cardoso), ao receber o convite para atuar ao lado do famoso ator Sérgio (Luís Melo), que vive uma crise conjugal com a esposa Laís (Marisa Orth) pelo envolvimento com a ex-mulher Alexandra (Esther Góes).

## Elenco
- Denise Fraga como Helena
- Pedro Cardoso como Marcos
- Luís Melo como Sérgio
- Esther Góes como Alexandra
- Marisa Orth como Laís
- Gianni Ratto como Seu José
- Angela Dippe como Helô
- Dalton Vigh como Tony
- Milhem Cortaz como Puck

## Produção
As filmagens aconteceram em 1998 no Teatro Municipal de Americana, no estado de São Paulo.

## Recepção
Por Trás do Pano arrecadou R$ 118.411 e foi assistido por 22.109 pessoas nos 7 cinemas brasileiros em que foi lançado. Foi indicada para quatro categorias no Grande Prêmio do Cinema Brasileiro de 2000: Melhor Filme, Melhor Diretor, Melhor Roteiro e Melhor Atriz, e Denise Fraga foi premiada com o Grande Otelo de Melhor Atriz no 1.º Grande Prêmio Cinema Brasil. No 27.º Festival de Gramado, recebeu a Escolha do Júri Popular de Melhor Filme Brasileiro e Melhor Atriz (Denise Fraga). Foi premiado no 7.º Festival de Cinema de Cuiabá de Melhor Montagem (Idê Lacreta), Melhor Ator (Luís Melo) e Melhor Atriz (Denise Fraga), e no 10.º Festival de Cinema de Natal de Melhor Roteiro. Fraga também ganhou o prêmio de melhor atriz no 21.º Festival de Cinema de Havana, e no Festival de Cinema Hispânico de Miami.